# UFC 243
UFC 243: Whittaker vs. Adesanya fue un evento de artes marciales mixtas producido por Ultimate Fighting Championship que tuvo lugar el 5 de octubre de 2019 en el Marvel Stadium en Melbourne, Australia.
UFC 243 batió el récord de asistencia para un evento de la organización con un total de 57.127 personas. El récord anterior (56.214) se había establecido en el mismo recinto en noviembre de 2015 en UFC 193.

## Historia
El evento fue el cuarto que la promoción realizó en Melbourne y el segundo la ciudad, después de UFC 193 en noviembre de 2015.
En el combate estelar del evento tuvo lugar una pelea de unificación por el Campeonato de Peso Medio de UFC entre el campeón Robert Whittaker (también ganador peso wélter de The Ultimate Fighter: The Smashes) y el campeón interino invicto Israel Adesanya.
Se esperaba una pelea de peso gallo femenino entre la excampeona de peso gallo femenino de UFC, Holly Holm y la exretadora del título Raquel Pennington. El primer combate entre las dos tuvo lugar previamente en UFC 184 en febrero de 2015, cuando Holm ganó por decisión dividida en su debut en UFC. Sin embargo, el 27 de septiembre, se reveló que Holm se retiró de la pelea debido a una lesión en los isquiotibiales y la pelea fue cancelada.
En los pesajes, Khalid Taha y Ji Yeon Kim no dieron el peso requerido para sus respectivas peleas. Taha pesó 137 libras, 1 libra por encima del límite de la división de peso gallo (136 lbs). Mientras tanto, Kim pesó 128 libras, 2 libras por encima del límite del peso mosca (126 lbs). Ambas peleas se llevaron a cabo en un peso acordado. Taha y Kim fueron multados con el 20% y el 30% de su pago, respectivamente, que fueron para sus oponentes Bruno Silva y Nadia Kassem.

## Resultados
1. ↑  Por el Campeonato de Peso Medio de UFC.

## Premios extra
Los siguientes peleadores recibieron $50,000 en bonos:
- Pelea de la Noche: Brad Riddell vs. Jamie Mullarkey
- Actuación de la Noche: Israel Adesanya y Yorgan de Castro